# Jonatan Braut Brunes
Jonatan Braut Brunes (ur. 7 sierpnia 2000 w Bryne) – norweski piłkarz grający na pozycji napastnika w klubie Raków Częstochowa.

## Kariera juniorska
Brunes grał jako junior w Bryne FK (2005–2016).

## Kariera seniorska

### Bryne FK
Brunes zadebiutował w pierwszej drużynie Bryne FK 16 maja 2016 w meczu z KFUM-Kameratene Oslo (przeg. 0:1). Pierwszą bramkę zdobył 17 września 2017 w wygranym 5:0 spotkaniu przeciwko Byåsen TF. Łącznie dla tego klubu rozegrał on 36 meczów strzelając 2 gole.
Brunes w latach 2015–2018 występował w rezerwach Bryne FK występujacych w latach 2015–2017 w 3. divisjon i w 2018 w 4. divisjon. Rozegrał dla nich 60 meczów strzelając 15 goli.

### Sola FK
Brunes został wypożyczony do Sola FK 29 marca 2019. Debiut dla nich zaliczył 13 kwietnia 2019 w zremisowanym 2:2 spotkaniu przeciwko Kvik Halden FK. Pierwszego gola strzelił 27 kwietnia 2019 w meczu z Brattvåg IL. Ostatecznie w barwach Sola FK Brunes wystąpił 15 razy zdobywając jedną bramkę.
Brunes zaliczył jeden występ w drugiej drużynie Sola FK, zdobył w nim dwie bramki.

### Florø SK
Brunes przeszedł do Florø SK 31 stycznia 2020. Zadebiutował u nich 12 lipca 2020 w meczu z Fredrikstad FK (przeg. 3:4), zdobywając wtedy też swoją pierwszą bramkę. 31 lipca 2020 w wygranym 2:5 spotkaniu przeciwko IF Fløya zdobył 4 bramki. Łącznie dla tego klubu Brunes rozegrał 13 meczów strzelając 10 goli.

### Lillestrøm SK
Brunes trafił na wypożyczenie do Lillestrøm SK 5 października 2020. Debiut dla nich zaliczył 11 października 2020  w wygranym 3:0 spotkaniu przeciwko Øygarden FK. 15 stycznia 2021 Brunes został definitywnie wykupiony przez Lillestrøm SK. Pierwszego gola strzelił 24 maja 2021 w meczu z Viking FK (przeg. 1:3). Ostatecznie w barwach tego klubu wystąpił on 24 razy zdobywając 3 bramki.
Brunes wystąpił 6 razy w rezerwach Lillestrøm SK, zdobył dla nich 10 bramek.

### IK Start
Brunesa wypożyczono do IK Start 8 stycznia 2022. Zadebiutował u nich 4 kwietnia 2022 w meczu z Åsane Fotball (wyg. 1:5), zdobywając wtedy hat tricka. 3 bramki zdobył również 15 maja 2022 w wygranym 5:1 spotkaniu przeciwko Sogndal Fotball. Łącznie dla IK Start Brunes rozegrał 16 meczów strzelając 12 goli.

### Strømsgodset IF
Brunes przeniósł się do Strømsgodset IF 18 sierpnia 2022. Debiut dla nich zaliczył 21 sierpnia 2022 w wygranym 6:0 spotkaniu przeciwko FK Jerv. Pierwszego gola strzelił 9 października 2022 w meczu Tromsø IL (przeg. 1:3). Ostatecznie w barwach tego zespołu wystąpił on 33 razy zdobywając 14 bramek.

### Oud-Heverlee Leuven
Brunes trafił do Oud-Heverlee Leuven 14 sierpnia 2023. Zadebiutował u nich 18 sierpnia 2023 w meczu z Royal Antwerp FC (1:1). Pierwszą bramkę zdobył 17 września 2023 w zremisowanym 1:1 spotkaniu przeciwko KAA Gent.

### Raków Częstochowa
Brunes został wypożyczony do Rakowa Częstochowa 26 lipca 2024 na rok z opcją wykupu. Debiut dla nich zaliczył 29 lipca 2024 w przegranym 0:1 spotkaniu przeciwko Cracovii. Premierowego gola strzelił 23 sierpnia 2024 w meczu z Lechią Gdańsk (wyg. 1:2). W rundzie jesiennej sezonu 2024/2025 trafiał jeszcze do siatki w meczach z Zagłebiem Lubin (wyg. 5:1), ze Stalą Mielec (wyg. 1:0) oraz z Widzewem Łódź (wyg. 2:3). 24 maja 2025 został wicemistrzem Polski w sezonie 2024/2025.
28 maja 2025 klub poinformował o wykupie zawodnika z  Oud-Heverlee Leuven .

## Statystyki

### Klubowe
(aktualne na dzień 24 maja 2025)
| Klub                | Sezon              | Liga               | Liga  | Liga   | Puchar kraju | Puchar kraju | Suma  | Suma   |
| Klub                | Sezon              | Liga               | Mecze | Bramki | Mecze        | Bramki       | Mecze | Bramki |
| ------------------- | ------------------ | ------------------ | ----- | ------ | ------------ | ------------ | ----- | ------ |
| Bryne FK II         | 2015               | 3. divisjon        | 1     | 0      | 0            | 0            | 1     | 0      |
| Bryne FK II         | 2016               | 3. divisjon        | 25    | 5      | 0            | 0            | 25    | 5      |
| Bryne FK II         | 2017               | 3. divisjon        | 19    | 2      | 0            | 0            | 19    | 2      |
| Bryne FK II         | 2018               | 4. divisjon        | 15    | 8      | 0            | 0            | 15    | 8      |
| Bryne FK II         | Ogólnie            | Ogólnie            | 60    | 15     | 0            | 0            | 60    | 15     |
| Bryne FK            | 2016               | 1. divisjon        | 1     | 0      | 0            | 0            | 1     | 0      |
| Bryne FK            | 2017               | 2. divisjon        | 4     | 1      | 0            | 0            | 4     | 1      |
| Bryne FK            | 2018               | 2. divisjon        | 17    | 0      | 2            | 0            | 19    | 0      |
| Bryne FK            | 2019               | 2. divisjon        | 12    | 1      | 0            | 0            | 12    | 1      |
| Bryne FK            | Ogólnie            | Ogólnie            | 34    | 2      | 2            | 0            | 36    | 2      |
| Sola FK             | 2019               | 2. divisjon        | 14    | 4      | 1            | 0            | 15    | 1      |
| Sola FK             | Ogólnie            | Ogólnie            | 14    | 4      | 1            | 0            | 15    | 1      |
| Sola FK II          | 2019               | 4. divisjon        | 1     | 2      | 0            | 0            | 1     | 2      |
| Sola FK II          | Ogólnie            | Ogólnie            | 1     | 2      | 0            | 0            | 1     | 2      |
| Florø SK            | 2020               | 2. divisjon        | 13    | 10     | 0            | 0            | 13    | 10     |
| Florø SK            | Ogólnie            | Ogólnie            | 13    | 10     | 0            | 0            | 13    | 10     |
| Lillestrøm SK       | 2020               | 1. divisjon        | 3     | 0      | 0            | 0            | 3     | 0      |
| Lillestrøm SK       | 2021               | Eliteserien        | 18    | 1      | 3            | 2            | 21    | 3      |
| Lillestrøm SK       | Ogólnie            | Ogólnie            | 21    | 1      | 3            | 2            | 24    | 3      |
| Lillestrøm SK II    | 2021               | 3. divisjon        | 6     | 10     | 0            | 0            | 6     | 10     |
| Lillestrøm SK II    | Ogólnie            | Ogólnie            | 6     | 10     | 0            | 0            | 6     | 10     |
| IK Start            | 2021               | 1. divisjon        | –     | –      | 1            | 0            | 1     | 0      |
| IK Start            | 2022               | 1. divisjon        | 15    | 12     | 0            | 0            | 15    | 12     |
| IK Start            | Ogólnie            | Ogólnie            | 15    | 12     | 1            | 0            | 16    | 12     |
| Strømsgodset IF     | 2022               | Eliteserien        | 13    | 3      | 0            | 0            | 13    | 3      |
| Strømsgodset IF     | 2023               | Eliteserien        | 16    | 6      | 4            | 5            | 20    | 11     |
| Strømsgodset IF     | Ogólnie            | Ogólnie            | 29    | 9      | 4            | 5            | 33    | 14     |
| Oud-Heverlee Leuven | 2023/24            | Eerste klasse      | 31    | 3      | 1            | 0            | 32    | 3      |
| Oud-Heverlee Leuven | 2024/25            | Eerste klasse      | 0     | 0      | 0            | 0            | 0     | 0      |
| Oud-Heverlee Leuven | Ogólnie            | Ogólnie            | 31    | 3      | 1            | 0            | 32    | 3      |
| Raków Częstochowa   | 2024/25            | Ekstraklasa        | 32    | 14     | 0            | 0            | 32    | 14     |
| Raków Częstochowa   | Ogólnie            | Ogólnie            | 32    | 14     | 0            | 0            | 32    | 14     |
| Ogólnie w karierze  | Ogólnie w karierze | Ogólnie w karierze | 256   | 82     | 12           | 7            | 268   | 29     |

## Sukcesy
Klubowe
- 1. divisjon: 2020 z Lillestrøm SK[20]
- wicemistrzowstwo Polski z Rakowem Częstochową: sezon 2024/2025

## Życie prywatne
Kuzyni Brunesa – Erling Haaland oraz Albert Tjåland – również są piłkarzami. Jego wuj – Alf-Inge Håland – także był zawodowym piłkarzem.